# Боб Теніссен
Боб Те́ніссен (нід. Bob Teunissen; народився 7 жовтня 1981, Вейхен, Нідерланди) — нідерландський хокеїст, центральний нападник. Наразі виступає за «Ейндговен Кемпганен» в Ередивізі. У складі національної збірної Нідерландів учасник кваліфікаційного турніру до зимових Олімпійських ігор 2010, учасник чемпіонатів світу 2002 (дивізіон I), 2003 (дивізіон I), 2005 (дивізіон I), 2006 (дивізіон I), 2007 (дивізіон I), 2008 (дивізіон I), 2009 (дивізіон I) і 2010 (дивізіон I). У складі молодіжної збірної Нідерландів учасник чемпіонату Європи 1999 (дивізіон II), чемпіонатів світу 1999 (група D), 2000 (група D), 2001 (дивізіон III).
Виступав за «Неймеген Тайгерс», «Гелен Ітерс», «Неймеген Емперорс», «Тілбург Трепперс».

## Досягнення
- Найбільша кількість передач в Кубку виклику (2004—05);
- MVP Ередивізі (2004—05);